# Icom IC-7300

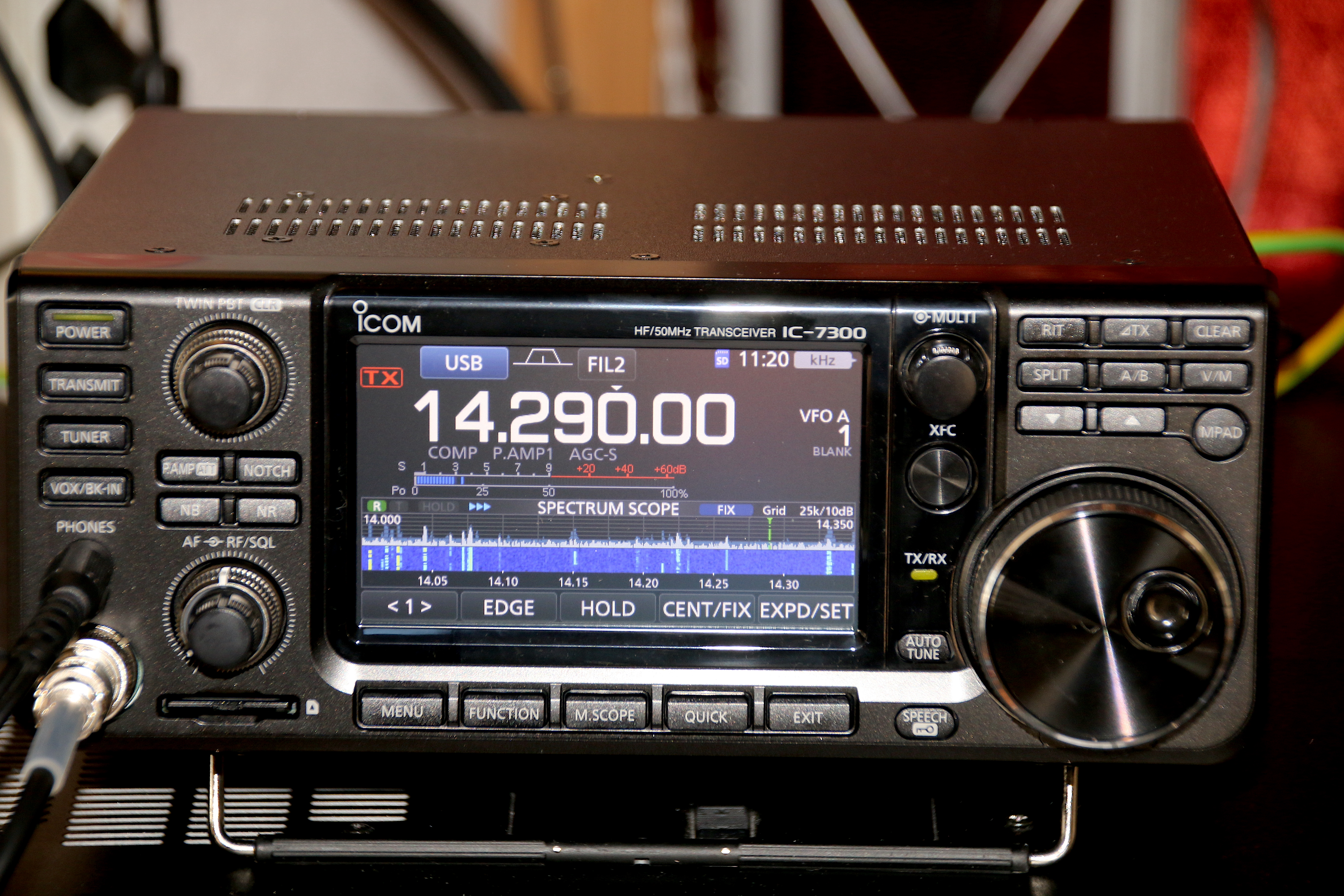
Icom IC-7300 beim Empfang des 20-Meter-Bands um 14,29 MHz, hier mit „Wasserfalldarstellung“ (Spectrum scope).

Icom IC-7300 ist ein Amateurfunk-Sendeempfänger (englisch Transceiver) des japanischen Herstellers Icom für die Kurzwellen-Amateurfunkbänder sowie das 6-Meter- und das 4-Meter-Band. Er dient als Stationsfunkgerät innerhalb einer Amateurfunkstelle, kann aber auch als mobile Funkstation beispielsweise in einem Pkw eingesetzt werden.

## Geschichte
Einem größeren Publikum vorgestellt wurde das Gerät zum ersten Mal im August 2015 auf der Ham Fair, einer jährlich in der japanischen Hauptstadt Tokio stattfindenden internationalen Messe für Amateurfunktechnik. Die volle Aufmerksamkeit bekam es, nach seiner offiziellen Markteinführung im März 2016, dann im Mai desselben Jahres auf der Hamvention, einem amerikanischen Pendant zur Ham Fair, die jedes Jahr in Dayton (Ohio) ausgerichtet wird.
Im Mai 2024 wurde bekannt, dass der Icom IC‑7300 inzwischen mehr als 100.000 Mal auf dem Weltmarkt verkauft wurde. Damit ist dieses Funkgerät das wohl kommerziell erfolgreichste aller Zeiten.

## Eigenschaften
Der Empfänger nutzt die Technik des Software Defined Radio (SDR) mit direkter digitaler Umsetzung des über die angeschlossene Antenne empfangenen HF-Signals durch einen Digital Down Converter (DDC). Bei seinem Erscheinen war er der erste von den international marktbestimmenden Amateurfunkgeräte-Herstellern gebaute Transceiver mit Direktabtastung ab der Antenne. Weitere Merkmale sind das berührungsempfindliche Farb-Display mit der „Wasserfallanzeige“ genannten Darstellung des Frequenzspektrums, der integrierte Antennentuner und die integrierte Soundkarte, wodurch digitale Betriebsarten, wie beispielsweise FT8, vergleichsweise einfach realisiert werden können.
Das Amateurfunkmagazin CQ DL des Deutschen Amateur-Radio-Clubs (DARC) kam nach einer ausführlichen messtechnischen Prüfung des Transceivers zu folgendem Fazit:

„Der IC-7300 ist ein moderner, direkt abtastender KW/50/70-MHz-Transceiver und zeichnet sich durch HF-Direktabtastung, Echtzeit-Spektrumskop, ein RMDR mit 97 dB in 1 kHz Abstand, IP+ Funktion und Touchscreen-Farbdisplay sowie Antennentuner aus.“

## Technische Daten
- Abmessungen (L×B×H): 238 mm × 240 mm × 94 mm
- Gewicht: 4,2 kg
- Betriebsspannung: 13,8 V (max. 21 A)
- Frequenz: Amateurfunkbänder von 160 m bis 4 m
- Sendeleistung: max. 100 W[9]